# 昭和の町

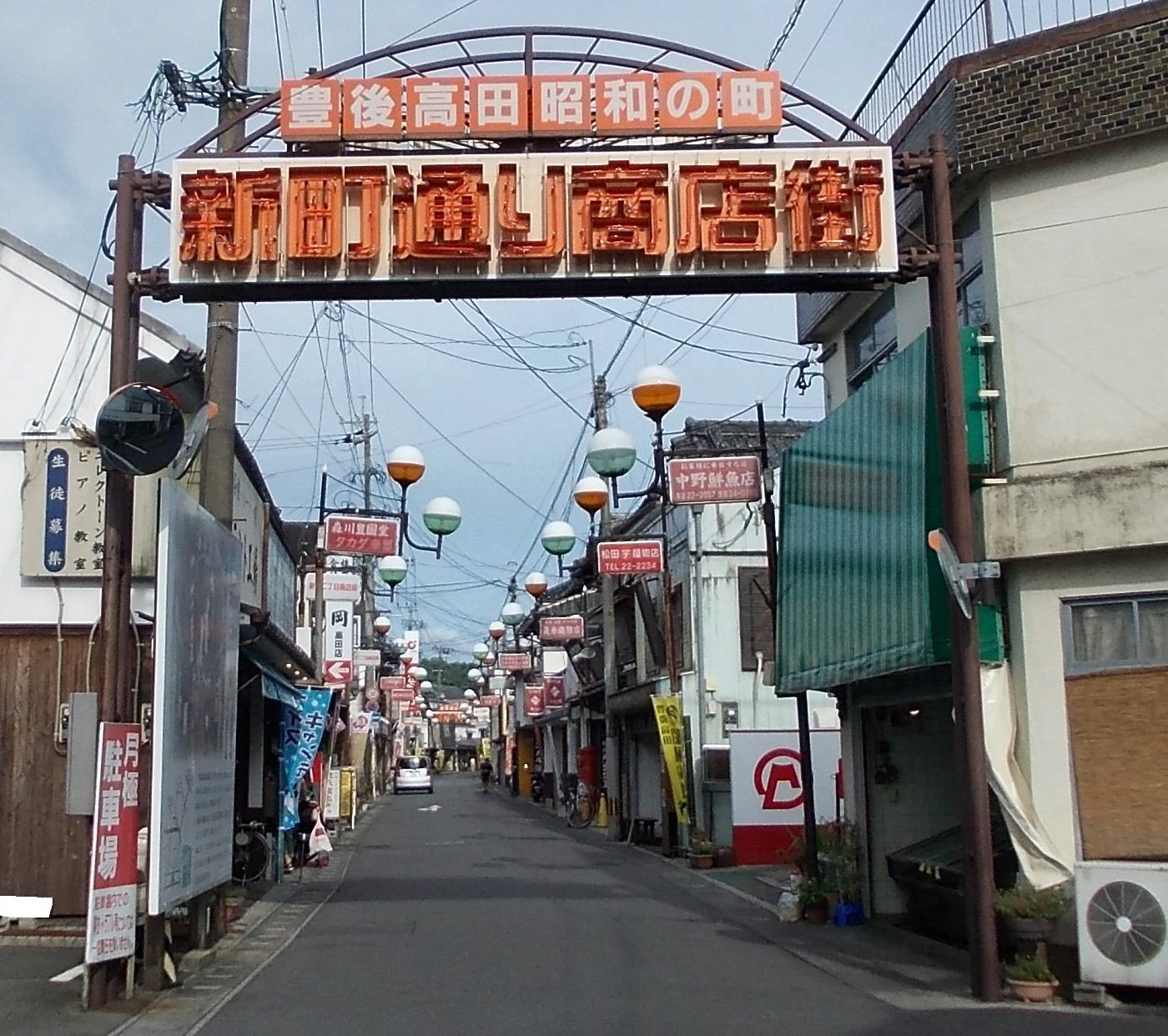
新町通り商店街

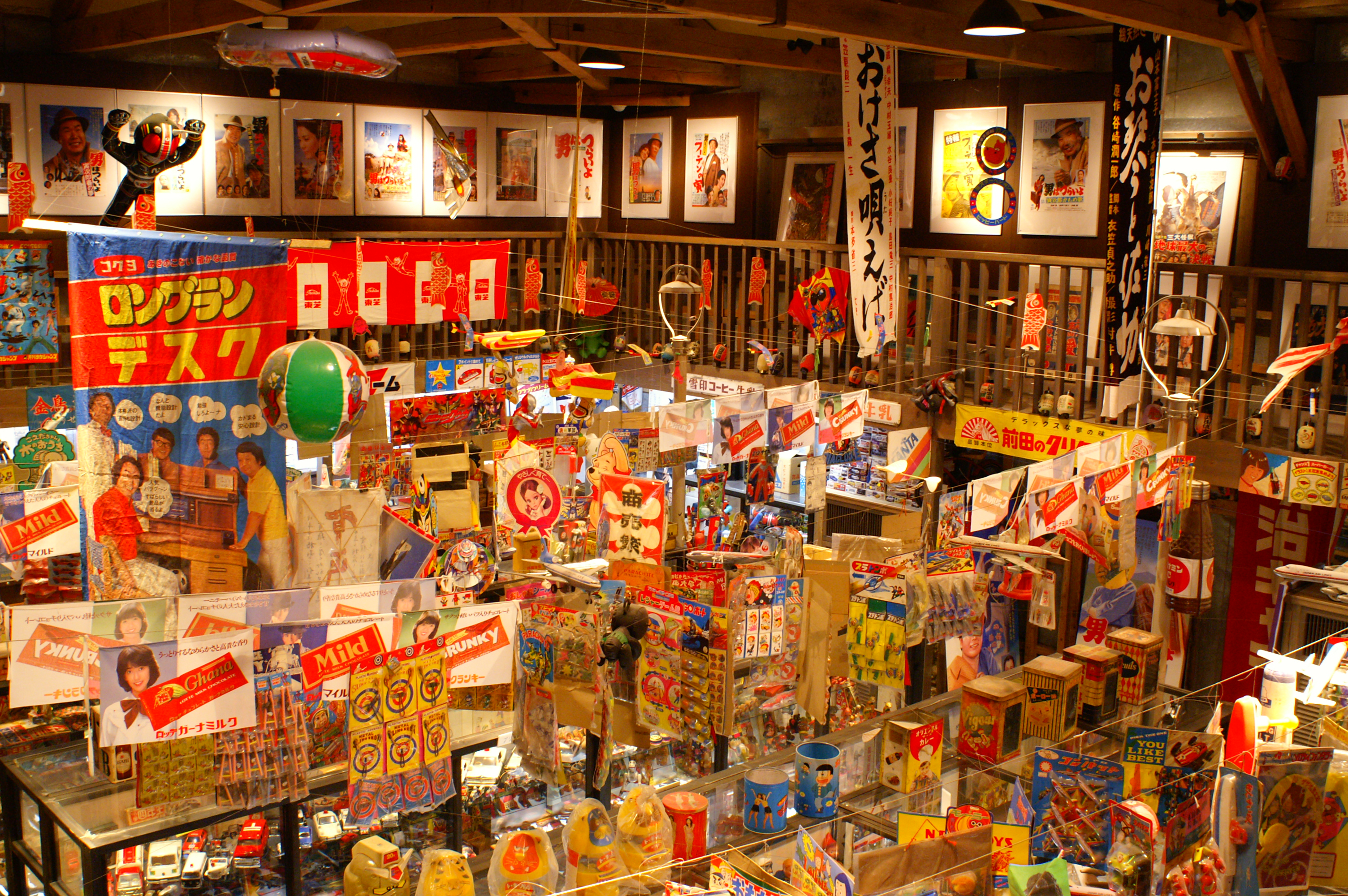
駄菓子屋の夢博物館
館内画像1（2005年4月29日）

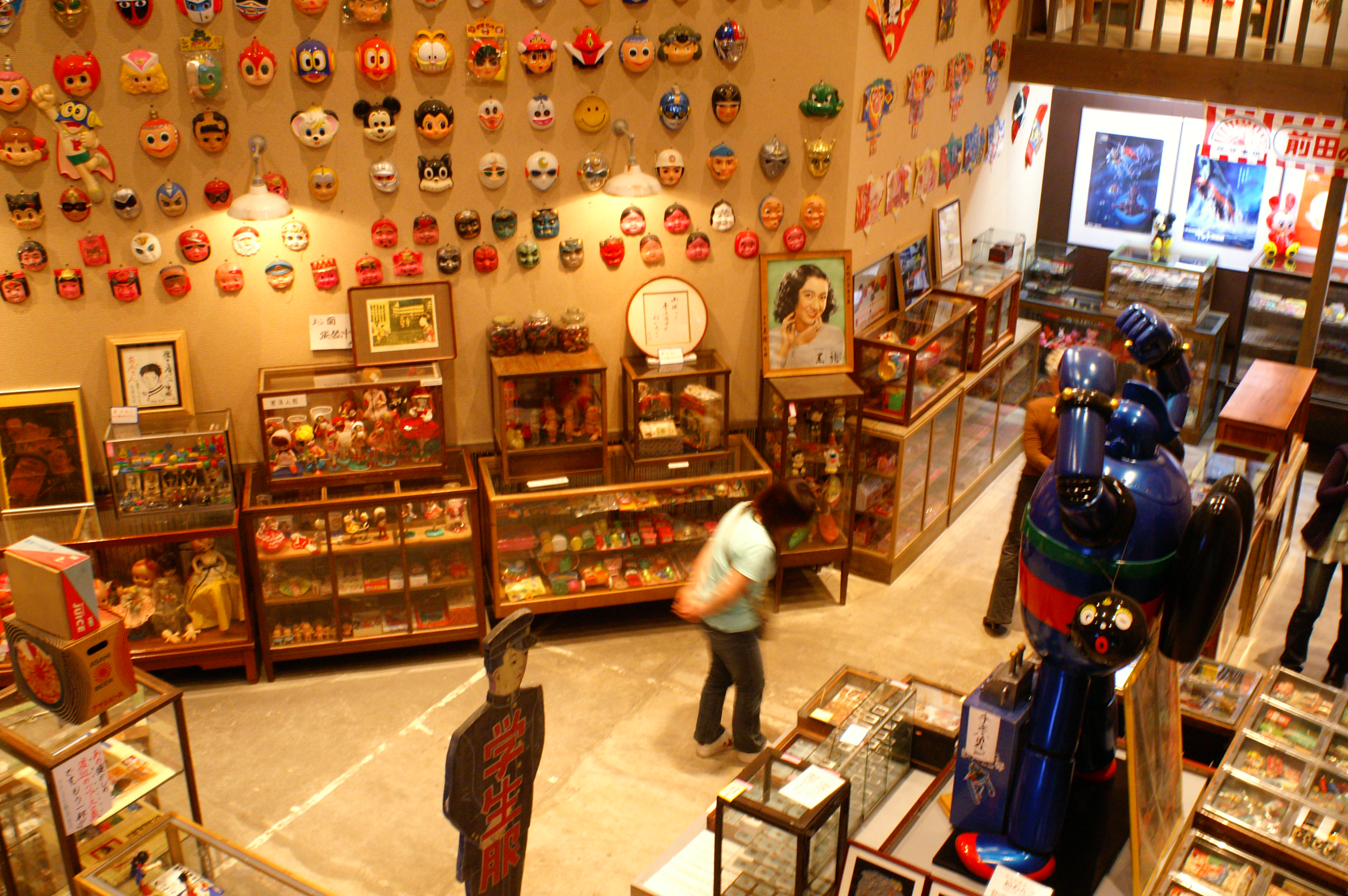
駄菓子屋の夢博物館
館内画像2（2005年4月29日）

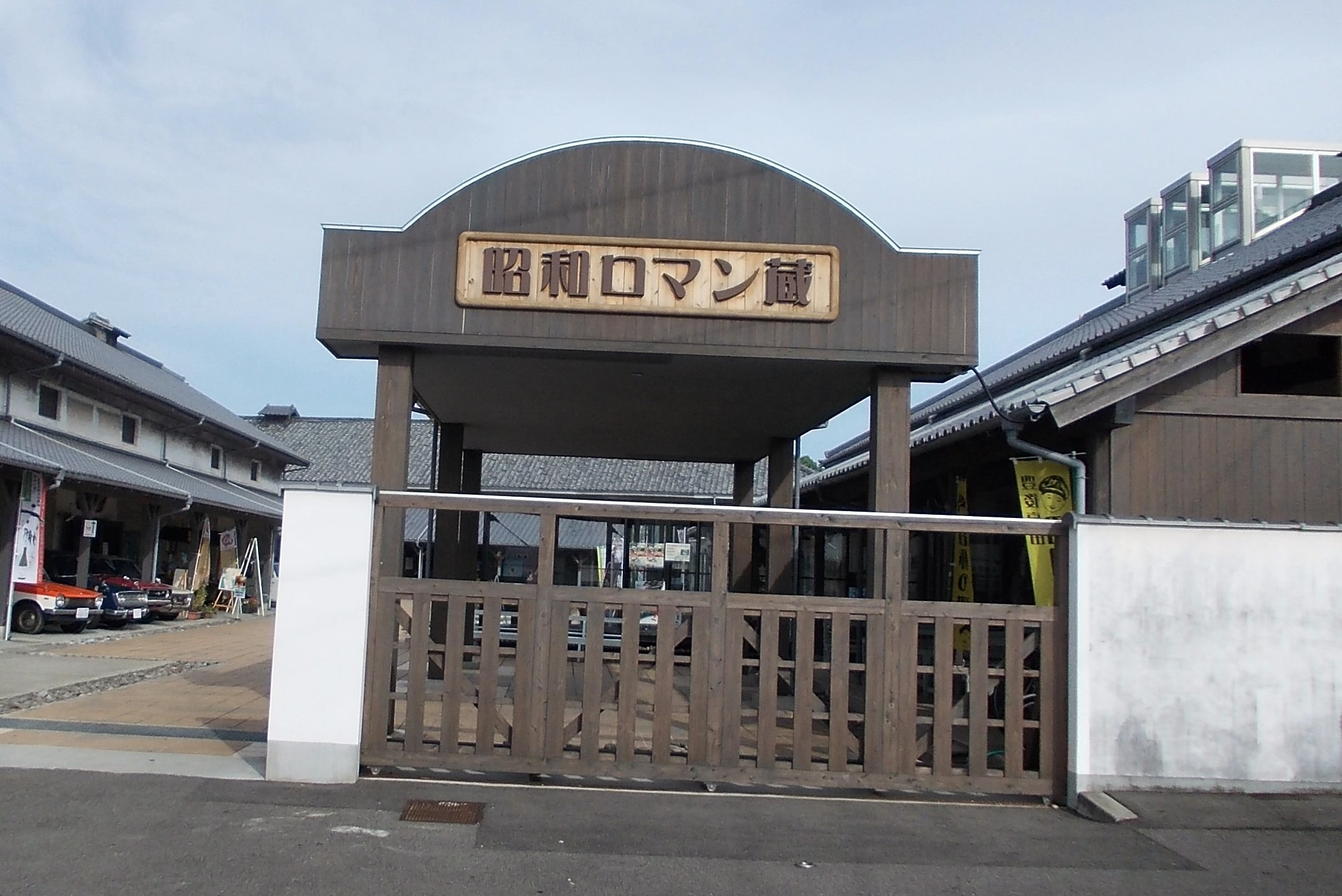
昭和ロマン蔵 入口

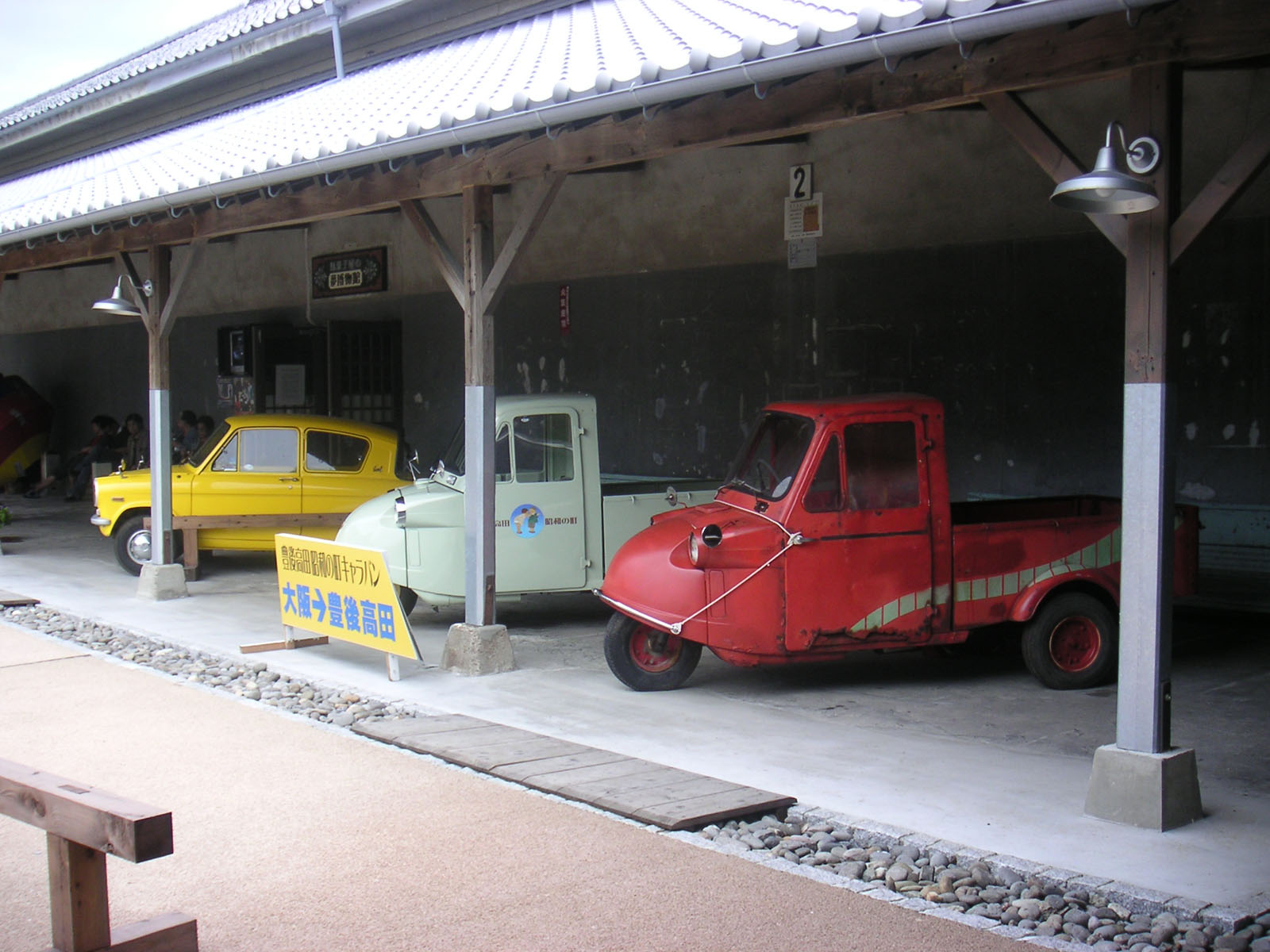
ダイハツ・ミゼット（手前2台）とマツダ・キャロル（2003年7月）

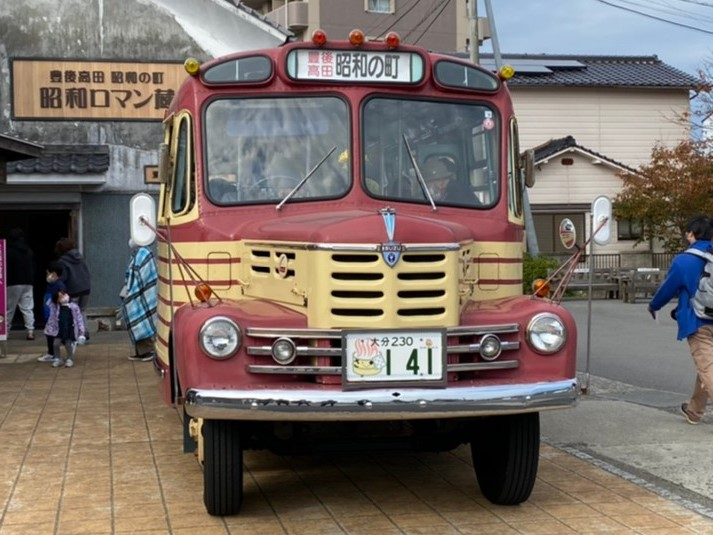
ボンネットバス

昭和の町（しょうわのまち）は、大分県豊後高田市にある昭和30年代の町並みを再現した地区である。

## 経緯
豊後高田市中心部の商店街は、昭和40年代までは国東半島で最も栄えた商店街であったが、その後、大型店の郊外への出店や過疎化のために衰退し、近年では、「犬と猫しか通らない」と言われるほど寂れた状態となっていた。
「昭和の町」は、この商店街に賑わいを取り戻すために2001年（平成13年）に始められた町おこしで、衰退のために建て替えが進まず、昭和30年代以前の古い建物が約7割も残っていることを逆手にとって、中心商店街に昭和30年代の町並みを再現したものである。
2001年に、9店の商店が昭和30年代をイメージした外観に戻したことから始まり、2006年には38店に広がりを見せ、27万人の観光客が訪れるまでになった。地方都市再生の成功例として全国から注目されており、2006年には第2回JTB交流文化賞優秀賞を受賞している。
2007年5月28日には、昭和の町の活性化を中心とした『豊後高田市中心市街地活性化基本計画』が内閣総理大臣の認定を受けた。
2009年7月には、昭和の町に待望の昔懐かしいボンネットバスが導入された。土日祝日は無料運行されており、広域観光、広告宣伝に活躍している。使用されている車体はいすゞ・BX141型バスで昭和32年式のものが使用されている。昭和44年に廃車となり平成18年まで秋田県で放置された車両を広島県福山自動車時計博物館が譲り受けたのち、修復作業が行われ、現在は昭和の町のシンボルとなっている。
また、最近では、昭和の町を構成する商店街である『玉津地区』において、高齢者が楽しく過ごせるまちづくりをコンセプトとした、『昭和の町玉津プラチナ通り』の取り組みを進めている。

## 概要
「昭和の町」は、昭和の時代を再現した店舗が並ぶ商店街と、展示施設である昭和ロマン蔵とを中心としている。
「豊後高田昭和の町並み」として、平成16年度国土交通省手づくり郷土賞（地域整備部門）および平成23年度同賞大賞受賞。	

### 昭和の店
豊後高田市中心部の8つの商店街（新町1丁目商店街、宮町商店街、新町2丁目商店街、稲荷商店街、中央通り商店街、駅通り商店街、銀座街商店街、中町商店街）に、下記の4つの「昭和の再生」を目標として昭和の時代を再現した38の店舗が並んでいる。
- 「昭和の建築」再生

店が建てられた頃の昭和の建物を再生する。多くの店舗は、昭和30年代以前の建物の外壁だけをリフォームしていたため、外壁をはずすだけで建築当時の建物がよみがえる。
- 「昭和の歴史」再生 - 一店一宝

店の歴史を物語る昭和のお宝を「一店一宝」として店頭に展示する。例えば、電気店では、冷蔵庫・洗濯機・白黒テレビの「三種の神器」を展示している。
- 「昭和の商品」再生 - 一店一品

その店ならではの昭和の頃からの逸品を「一店一品」として販売する。
- 「昭和の商人」再生

客と店主との会話を通じて心を通わす昔ながらの商い「昭和の商人」を再生する。

### 昭和ロマン蔵
豊後高田を中心とする資産家の野村財閥が昭和10年頃に米蔵として建てた旧高田農業倉庫を改装した展示施設。豊後高田市が取得する以前は農協が所有。
- 昭和の夢町三丁目館 - 元北蔵。空き地、ミゼット、駄菓子屋、自動車修理工場、洋装店などの昭和の情景を再現した展示施設。情報発信もあわせた多目的活用のできる教室を備える。初めての「昭和の日」である2007年4月29日開館。
- 駄菓子屋の夢博物館 - 元東蔵。駄菓子屋のおもちゃの博物館。2002年10月開館。福岡市在住の駄菓子経営者であった小宮現館長を誘致し、館長の所有する玩具40万点の中から、常時6万点を展示。
- 昭和の絵本美術館 - 元東蔵。黒崎義介画伯の絵本原画を展示する美術館。2005年2月開館。また、同館にチームラボギャラリー昭和の町を併設。同市役所と真玉海岸にある2か所のチームラボギャラリーと連携し、豊後高田市にちなんだお絵かきシリーズ体験作品「お絵かき草地おどり」を常設展示。2017年4月23日開館。
- 旬彩南蔵 - 国東半島で採れる「山」「里」「海」の旬な食材を味えることがコンセプトのレストラン。名前の由来は元南蔵であることから。食の観光として六郷満山の観光客を通過型から滞在型へすることが市の狙い。2006年4月にオープン。

## 交通アクセス
- JR九州日豊本線
  - 宇佐駅からバス：駅を出て左手にある『宇佐駅前』停留所から、豊後高田方面・または大分空港行バスに乗車、『豊後高田』バスターミナルで下車、所要時間約10分。バスターミナルから徒歩1分。
- 大分空港から空港バス「エアライナー（ノースライナー）」で45分、『豊後高田』バスターミナル下車。
- 東九州自動車道宇佐ICから車で20分、院内ICから車で30分。